# Efthymis Filippou
Efthymis Filippou (Atenas, 18 de janeiro de 1977) é um roteirista grego. Foi indicado ao Oscar de melhor roteiro original na edição de 2017 por The Lobster.

## Filmografia
- Kynodontas (2009)
- Alpeis (2011)
- L (2012)
- The Lobster (2015)
- Chevalier (2015)
- The Killing of a Sacred Deer (2017)